# Fumihiko Moroyama
Fumihiko Moroyama (諸山文彦?, Moroyama Fumihiko; 14 agosto 1943) è un ex cestista e allenatore di pallacanestro giapponese.

## Carriera
Con il Giappone ha partecipato ai Giochi olimpici di Tokyo 1964 e a due Campionati del mondo (1963, 1967).